# Bembras megacephala
Bembras megacephala is een straalvinnige vissensoort uit de familie van diepwaterplatkopvissen (Bembridae). De wetenschappelijke naam van de soort is voor het eerst geldig gepubliceerd in 1998 door Imamura & Knapp.